# Giovanna di Marle
Giovanna di Marle (Francia, 1415 – Francia, 14 maggio 1462) è stata una nobile ed ereditiera francese.
Figlia di Robert di Bar, che morì alla Battaglia di Agincourt, fin da piccolissima fu l'erede dei domini e dei titoli paterni. Nel 1430, all'età di quindici anni, fu una delle tre donne poste a sorveglianza di Giovanna d'Arco al tempo della sua prigionia presso il castello del patrigno, Giovanni II di Lussemburgo-Ligny. Giovanna fu la prima moglie di Luigi di Lussemburgo-Saint-Pol, Connestabile di Francia.

## La giovinezza
Giovanna nacque nel 1415 da Robert di Bar, Conte di Marle e Soisson (1390-25 ottobre 1415) e Jeanne de Béthune. Suoi nonni paterni erano, Henri di Bar (1362 circa-ottobre 1397) e Marie de Coucy, contessa di Soissons, mentre per parte di madre Giovanna era nipote di Robert VIII de Béthune, Visconte di Meaux e Isabelle de Ghistelles. Attraverso la nonna paterna Giovanna discendeva da Edoardo III d'Inghilterra e Filippa di Hainaut, essendo la loro figlia Isabella andata in sposa a Enguerrand VII di Coucy. 
Il 25 ottobre 1415 suo padre Robert venne ucciso alla Battaglia di Agincourt lasciando Giovanna, poco più che neonata, quale sola erede dei possedimenti e dei titoli paterni. Nel 1418 sua madre si risposò con Giovanni II di Lussemburgo-Ligny, figlio di Margaret, contessa di Brienne, questo secondo matrimonio fu senza figli.
Nel 1430 fu il suo patrigno a tenere in custodia Giovanna d'Arco presso il suo castello di Beaurevoir e Giovanna, di soli tre anni più giovane della Pulzella, fu posta a sua custodia insieme alla madre e alla zia di suo padre, Joan, Contessa di Ligny (morta 18 settembre 1430). Le tre donne tentarono di rendere comoda la sua prigionia e inutilmente tentarono di persuaderla ad abbandonare i propri abiti maschili per indossare vesti femminili, per quanto non abbiano avuto successo si guadagnarono la riconoscenza della Pulzella per la loro gentilezza. A dispetto dei sentimenti amichevoli che albergavano in Giovanna e nelle sue parenti il suo patrigno decise di vendere la prigioniera agli inglesi per 10.000 Livre tournois.

## Il matrimonio e i figli
Il 16 luglio 1435 Giovanna, all'età di vent'anni, venne data in moglie a Luigi di Lussemburgo-Saint-Pol, egli era il figlio maggiore di Pietro I di Lussemburgo-Saint Pol e di Margherita del Balzo (1394-15 novembre 1469). Sorella maggiore di Luigi era Giacometta di Lussemburgo che divenne, attraverso il suo secondo matrimonio con Richard Woodville, la madre di Elisabetta Woodville che divenne moglie di Edoardo IV d'Inghilterra. Luigi era stato allevato da uno degli zii paterni, che altri non era che il patrigno di Giovanna, ed è probabile che i due si conoscessero quindi già da molto tempo e Giovanni designò Luigi quale erede per le contee di Ligny e di Guisa, ma, alla sua morte avvenuta nel 1441, Carlo VII di Francia li sequestrò a beneficio della corona. Solo più tardi a Luigi venne restituito il contado di Ligny, mentre quello di Guisa andò alla sorella minore Isabella (morta 1472), che a sua volta li passò al marito Carlo IV d'Angiò.
Giovanna, oltre al titolo di contessa di Soissons, ereditò anche quello di contessa di Marle, alla morte della madre avvenuta nel tardo 1450.
Dal matrimonio di Giovanna e Luigi nacquero:
- Jean del Lussemburgo, conte di Soissons (morto 22 giugno 1476)
- Jacqueline del Lussemburgo (morta 1511)
- Pietro II di Lussemburgo-Saint-Pol, sposò Margherita di Savoia, che in prime nozze aveva sposato Giovanni IV del Monferrato, figlia di Ludovico di Savoia e Anna di Cipro. I due ebbero diversi figli fra cui Maria di Lussemburgo-Saint-Pol che sposò François di Borbone-Vendôme e dai loro figli discesero Enrico IV di Francia e Maria di Guisa, ne consegue che i re francesi dei Borbone e della linea dinastica di Lorena e Guisa discendono da loro
- Helene di Lussemburgo (morta 23 agosto 1488)
- Charles di Lussemburgo, Vescovo di Lahon (1447-24 novembre 1509)
- Antoine I, conte di Ligny (1450-1519)
- Philippe di Lussemburgo, abate presso Moncel

Giovanna morì il 14 maggio 1462 all'età di 47 anni circa, e Luigi si risposò quattro anni dopo con Maria di Savoia, sorella di sua nuora Margherita, da cui ebbe altri tre figli. Diversi anni dopo Luigi venne imprigionato presso la Bastiglia e decapitato con l'accusa d'aver tradito Luigi XI di Francia.

## Ascendenza
|                                                                  |                                      |                                                  | Genitori                               |  |  | Nonni |  |  | Bisnonni                |  |  | Trisnonni                  |  |
|                                                                  |                                      |                                                  |                                        |  |  |       |  |  | Robert I, I duca di Bar |  |  | Henri IV, XIV conte di Bar |  |
|                                                                  |                                      |                                                  |                                        |  |  |       |  |  | Robert I, I duca di Bar |  |  | Henri IV, XIV conte di Bar |  |
|                                                                  |                                      | Yolande van Dampierre                            |                                        |  |  |       |  |  | Robert I, I duca di Bar |  |  |                            |  |
| Henri de Bar, XVIII conte di Marle                               |                                      |                                                  |                                        |  |  |       |  |  | Robert I, I duca di Bar |  |  |                            |  |
|                                                                  |                                      | Marie de France                                  | Jean II, re di Francia                 |  |  |       |  |  |                         |  |  |                            |  |
|                                                                  |                                      | Marie de France                                  | Jean II, re di Francia                 |  |  |       |  |  |                         |  |  |                            |  |
|                                                                  |                                      | Marie de France                                  | Bonne de Luxembourg                    |  |  |       |  |  |                         |  |  |                            |  |
| Robert de Bar, XXII conte di Soissons e XIX conte di Marle       |                                      | Marie de France                                  |                                        |  |  |       |  |  |                         |  |  |                            |  |
|                                                                  |                                      | Enguerrand VII de Coucy, XVIII conte di Soissons | Enguerrand VI, XI signore di Coucy     |  |  |       |  |  |                         |  |  |                            |  |
|                                                                  |                                      | Enguerrand VII de Coucy, XVIII conte di Soissons | Enguerrand VI, XI signore di Coucy     |  |  |       |  |  |                         |  |  |                            |  |
|                                                                  |                                      | Enguerrand VII de Coucy, XVIII conte di Soissons | Katharina von Habsburg                 |  |  |       |  |  |                         |  |  |                            |  |
| Marie de Coucy, XIX contessa di Soissons                         |                                      | Enguerrand VII de Coucy, XVIII conte di Soissons |                                        |  |  |       |  |  |                         |  |  |                            |  |
|                                                                  |                                      | Isabella of England                              | Edward III, re d'Inghilterra           |  |  |       |  |  |                         |  |  |                            |  |
|                                                                  |                                      | Isabella of England                              | Edward III, re d'Inghilterra           |  |  |       |  |  |                         |  |  |                            |  |
|                                                                  |                                      | Isabella of England                              | Filippa van Henegouwen                 |  |  |       |  |  |                         |  |  |                            |  |
| Jeanne de Bar, XXIII contessa di Soissons e XX contessa di Marle |                                      | Isabella of England                              |                                        |  |  |       |  |  |                         |  |  |                            |  |
|                                                                  | Jean I de Béthune, signore di Locres | Guillaume VI de Béthune, signore di Locres       |                                        |  |  |       |  |  |                         |  |  |                            |  |
|                                                                  | Jean I de Béthune, signore di Locres | Guillaume VI de Béthune, signore di Locres       |                                        |  |  |       |  |  |                         |  |  |                            |  |
|                                                                  | Jean I de Béthune, signore di Locres | Marie de Roye, signora di Vendeuil               |                                        |  |  |       |  |  |                         |  |  |                            |  |
| Robert VIII de Béthune, visconte di Meaux                        | Jean I de Béthune, signore di Locres |                                                  |                                        |  |  |       |  |  |                         |  |  |                            |  |
|                                                                  |                                      | Jeanne de Coucy, viscontessa di Meaux            | Enguerrand de Coucy, visconte di Meaux |  |  |       |  |  |                         |  |  |                            |  |
|                                                                  |                                      | Jeanne de Coucy, viscontessa di Meaux            | Enguerrand de Coucy, visconte di Meaux |  |  |       |  |  |                         |  |  |                            |  |
|                                                                  |                                      | Jeanne de Coucy, viscontessa di Meaux            | Marie von Vianden, signora di Rumpst   |  |  |       |  |  |                         |  |  |                            |  |
| Jeanne de Béthune, viscontessa di Meaux                          |                                      | Jeanne de Coucy, viscontessa di Meaux            |                                        |  |  |       |  |  |                         |  |  |                            |  |
|                                                                  |                                      | Jean VI de Ghistelles                            | Jean V de Ghistelles                   |  |  |       |  |  |                         |  |  |                            |  |
|                                                                  |                                      | Jean VI de Ghistelles                            | Jean V de Ghistelles                   |  |  |       |  |  |                         |  |  |                            |  |
|                                                                  |                                      | Jean VI de Ghistelles                            | Isabelle de Rodes                      |  |  |       |  |  |                         |  |  |                            |  |
| Isabelle de Ghistelles                                           |                                      | Jean VI de Ghistelles                            |                                        |  |  |       |  |  |                         |  |  |                            |  |
|                                                                  |                                      | Margareta van Reighersvliet                      | Lodewijk van Reighersvliet             |  |  |       |  |  |                         |  |  |                            |  |
|                                                                  |                                      | Margareta van Reighersvliet                      | Lodewijk van Reighersvliet             |  |  |       |  |  |                         |  |  |                            |  |
|                                                                  |                                      | Margareta van Reighersvliet                      | …                                      |  |  |       |  |  |                         |  |  |                            |  |
|                                                                  |                                      | Margareta van Reighersvliet                      |                                        |  |  |       |  |  |                         |  |  |                            |  |